# Bintree
Bintree is een civil parish in het bestuurlijke gebied Breckland, in het Engelse graafschap Norfolk met 329 inwoners.